# Tapinoma muelleri
Tapinoma muelleri är en myrart som beskrevs av Vladimir Aphanasjevich Karavaiev 1926. Tapinoma muelleri ingår i släktet Tapinoma och familjen myror. Inga underarter finns listade i Catalogue of Life.